# Алісія Баумгарднер — Крістіна Лінардату II
Бій Алісія Баумгарднер — Крістіна Лінардату II (англ. Alycia Baumgardner vs Christina Linardatou II), з назвою Спокута (англ. Redemption) — професійний боксерський поєдинок-реванш між чемпіонкою IBO, IBF, WBO, WBA, WBC і The Ring у другій напівлегкій вазі Алісією Баумгарднер і Крістіною Лінардату. Бій відбувся 15 липня 2023 року в масонському храмі Детройта у Детройті (Мічиган). Алісія Баумгарднер здобула перемогу одностайним рішенням.
В андеркарді поєдинку провів свій перший професійний бій Енді Круз Гомес, кубинський олімпійський чемпіон 2020 року у легкій вазі. Проти нього бився мексиканець Хуан Карлос Бургос.
Також в андеркарді пройшов поєдинок між Джермейном Франкліном (21-2, 14 KO) та Ісааком Муньос Гутьєрресом.

## Передумови
Баумгарднер (14-1, 7 KO), уродженка Чикаго (штат Іллінойс) посідає 8-ме місце в рейтингу The Ring серед жінок. У своєму останньому поєдинку, 4 лютого 2023 року, Баумгарднер двічі відправила в нокдаун Ельхем Мехалед, здобувши перемогу одностайним рішенням суддів (99-89, 99-89, 98-90). Разом з перемогою Баумгарднер завоювала титул WBA і стала абсолютною чемпіонкою у другій напівлегкій вазі.
Єдиної поразки в професійній кар'єрі Баумгарднер зазнала від Крістіни Лінардату в липні 2018 року, яка перемогла її розділеним рішенням суддів.
Лінардату (14-2, 6 КО), уродженка Сантьяго-де-лос-Трейнта-Кабальєрос (Домініканська Республіка), яка зараз проживає в Атенах (Греція), 15 квітня 2023 року повинна була провести поєдинок проти Мікаели Майєр. Однак несподівано Британська комісія з питань боксу (BBBofC) зняла грекиню з бою після того, як та не пройшла офтальмологічне обстеження.

## Перебіг поєдинку
Поєдинок розпочався конкурентно. Незважаючи на постійні атаки Баумгарднер, американка забувала про захист, що дозволило грекині виглядати у перших раундах на рівних зі своєю суперницею. Проте у наступних трихвилинках Крістіні Лінардату вже не вдавалося зробити майже нічого проти уродженки Чикаго. Та постійно притискала «Медузу» до канатів і наносила потужні удари. Незважаючи на тотальну перевагу «Бомби», їй так і не вдалося достроково завершити поєдинок.

## Суддівські записки
| Кателія Чемберс | Кателія Чемберс | Фред Флуті  | Фред Флуті | Розмарі Гросс | Розмарі Гросс |
| --------------- | --------------- | ----------- | ---------- | ------------- | ------------- |
| Баумгарднер     | Лінардату       | Баумгарднер | Лінардату  | Баумгарднер   | Лінардату     |
| 99              | 91              | 98          | 92         | 98            | 92            |

## Андеркард

### Енді Круз Гомес — Хуан Карлос Бургос
Поєдинок проти Хуана Карлоса Бургоса став для Енді Круза Гомеса першим у професійному боксі. До цього кубинський боксер здобув 140 перемог в аматорському боксі, а також став олімпійським чемпіоном 2020 року у легкій вазі. Енді Круз здобув перемогу одностайним рішенням.

### Джермейн Франклін — Ісаак Муньос Гутьєррес
Джермейн Франклін зазнав другої поспіль поразки у кар'єрі, поступившись 1 квітня 2023 року Ентоні Джошуа. Ісаак Муньос Гутьєррес до цього поєдину ще жодного разу у своїй кар'єрі не програвав. Бій закінчився перемогою Джермейна Франкліна одностайним рішенням.